# Corts de València (1301-1302)
Les Corts de València de 1301-1302, Corts Generals del regne de València, foren convocades per Jaume II, des de Terol, el dia 18 de novembre de 1301, a petició dels tres estaments, per al dia 30 de novembre, però no començaren fins al 4 de desembre. Les sessions es mantingueren fins al 21 de gener de 1302, dia en què es va clausurar l'assemblea a la catedral.
Aquestes Corts són les primeres on es veu una clara composició tripartita, dels tres braços, amb la convocatòria de 18 consells reials (València, Xàtiva, Sagunt, Castelló de la Plana, Alpont, Castellfabib, Biar, Ademús, Castalla, Montesa, Morella, Pego, Cullera, Llíria, Borriana, Dénia, Alzira, Corbera i Gandia); de 8 eclesiàstics (El mestre del Temple en Aragó i Catalunya, el castellà d'Amposta i mestre de l'Hospital de Sant Joan de Jerusalem, els bisbes de València i Tortosa, el capítol de la catedral de València, un representant de la catedral de Sogorb, i els abats de Benifassà i de la Valldigna) i de 27 nobles (20 d'origen aragonès i 7 de procedència catalana o siciliana). Les sessions se celebraren en el convent dels dominics de València.
Item volem e ordenam e atorgam per bon stament del regne que de tres en iii anys, ço és a saber, en la festa de Apparici en lo mes de jener, façam cort general en la ciutat de València o en altre loch del regne que a nos serà vigares, a prelats, religiosos, richs hòmens, cavallers, ciutadans e hòmens de les viles del regne.
En aquestes Corts es modifiquen o creen de nou una vintena de furs, que tracten sobre diversos temes: els oficials reials, l'audiència setmanal per a resoldre problemes legals, el sou dels escrivans, validesa del testimoni de dos cristians contra jueus i musulmans, aspectes judicials, exportació de productes, cases de joc; destacant el compromís de celebració de les Corts cada tres anys.
El dia 27 de gener, requerit pels representants de la ciutat de València, el rei els confirma els privilegis de Pere III i d'Alfons III. A canvi dels acords, les ciutats reials i la noblesa aproven un donatiu en forma d'un pagament directe unipersonal, el cabeçatge, fixat en 12 diners, previst en principi per a quatre anualitats, i ampliable a una cinquena anualitat, on els nobles sols recapten una anualitat.